# Flugplatz Osnabrück-Atterheide

i7
i11
i13
Der Flugplatz Atterheide (ICAO-Code: EDWO) ist ein Verkehrslandeplatz im Osnabrücker Stadtteil Atter in geringer Entfernung zur niedersächsisch-nordrhein-westfälischen Landesgrenze.

## Geschichte

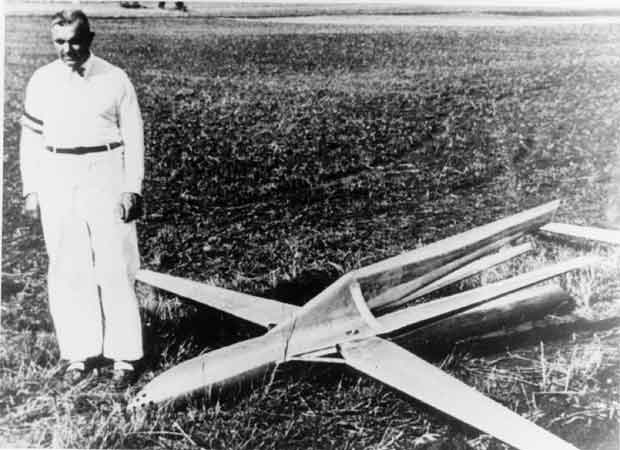
Reinhold Tiling neben einer Rakete in der Atterheide am 21. August 1932

Schon ab 1912 wurde dem Kunstflieger Gustav Tweer und anderen Flugpionieren Osnabrücks die Nutzung der Atterheide zum Flugbetrieb erlaubt. Ab Mitte der 1920er Jahre wurde die Atterheide durch Segelflieger des Osnabrücker Vereins für Luftfahrt (OVfL) genutzt, da der damalige Osnabrücker Hauptflugplatz in der Netter Heide in Haste für Starts von Segelflugzeugen nicht geeignet war. Die Starts erfolgten dabei auf einem leicht abschüssigen Hang in Richtung Süden. Am 21. August 1932 führte der Ingenieur Reinhold Tiling hier einen Flugtag zur Präsentation seiner selbst entwickelten Raketen mit 4000 Zuschauern durch. Nach der Schließung des Flugplatzes in Haste 1935 verstärkte sich die Nutzung des Fluggeländes in Atter durch Segel- und Modellflieger noch. Ab 1938 ist zunächst kein Flugbetrieb in der Atterheide mehr bekannt.
Als nach dem Zweiten Weltkrieg der zivile Motorflugbetrieb in Deutschland ab 1955 wieder erlaubt war, gründeten 28 begeisterte Motorflieger im Dezember 1955 den Aero-Club Osnabrück. Zunächst wurde der Flugplatz in Vörden bei Bramsche genutzt. Da dieser jedoch ab 1959 militärisch (für eine niederländische Nike-Flugabwehrstellung) genutzt werden sollte, wich der Aero-Club auf die Atterheide aus. Das Gelände konnte von der Adelsfamilie Ostman von der Leye, die das nahe gelegene Gut Leye bewohnte, gepachtet werden. Als das Gelände gerodet und eingeebnet war, erfolgten 1958 testweise erste Starts und Landungen mit Motorflugzeugen in der Atterheide. Nach der Zulassung im Januar 1959 wurde der Flugplatz am 25. April 1959 offiziell eröffnet.
Der Flugbetrieb wurde in den ersten Jahren mit einfachen Mitteln durchgeführt: die in West-Ost-Richtung verlaufende, 500 Meter lange Landepiste hatte eine Grasoberfläche und die Luftaufsicht sowie der Aero-Club hatten ihren Sitz in einer Holzhütte. In den 1960er Jahren kamen zu Großflugtagen mit Kunstflugeinlagen, Fallschirmspringern und sogar Touch-and-Go-Manövern von Düsenflugzeugen bis zu 40.000 Besucher. Die Flugplatzanlage wurde durch Eigenleistungen der Clubmitglieder ohne öffentliche Mittel weiter ausgebaut. Nach dem Bau erster Hangars wurde 1980 die Landebahn auf 800 Meter verlängert und asphaltiert. Im Jahr 1986 wurde der Tower eröffnet, 1990 folgte ein neues Vereinsheim.

## Anlage
Die asphaltierte Piste verläuft in Ost-West-Richtung (90°/270°) und ist 800 Meter lang. Der Flugplatz beherbergt neben einer Flugschule auch einen Gastronomiebetrieb. Bei dem Flugplatz handelt es sich um einen Verkehrslandeplatz, das heißt, er muss im Rahmen von veröffentlichten Öffnungszeiten der Allgemeinen Luftfahrt zur Verfügung stehen und es gibt eine Betriebspflicht. Am Flugplatz ist ein hauptamtlicher Beauftragter für Luftaufsicht eingestellt. Der Flugplatz kann ganzjährig von Flugzeugen bis 5,7 t Gesamtgewicht und Helikoptern angeflogen werden. Im Laufe eines Jahres finden zwischen 9000 und 11.000 Flugbewegungen statt.

## Galerie

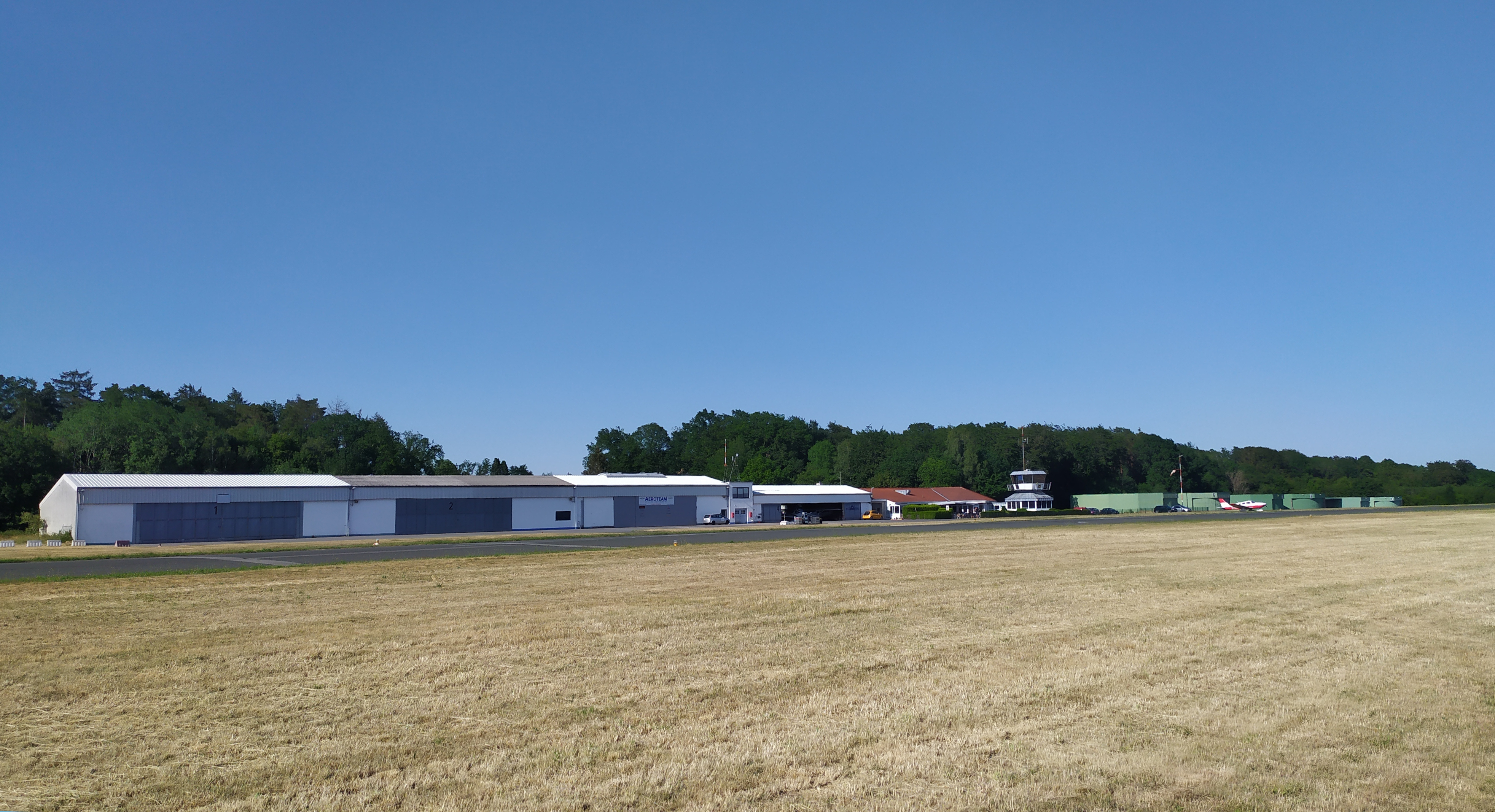
Flugplatz Osnabrück-Atterheide von der anderen Seite gesehen
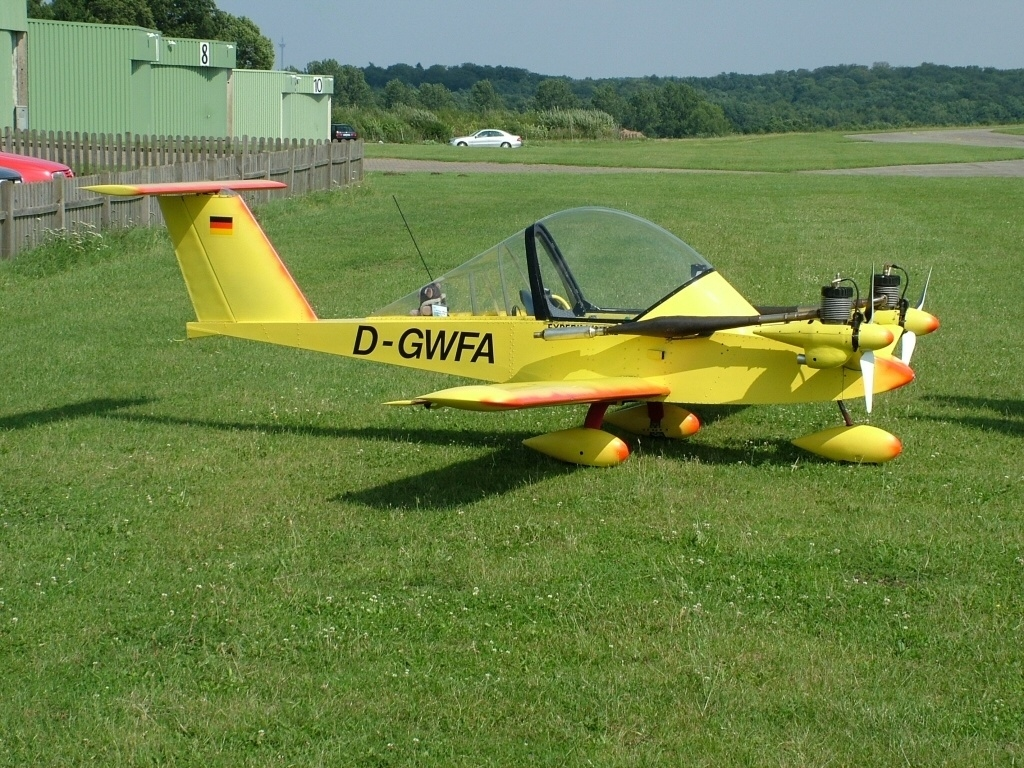
Colomban MC-15 am Flugplatz Osnabrück-Atterheide
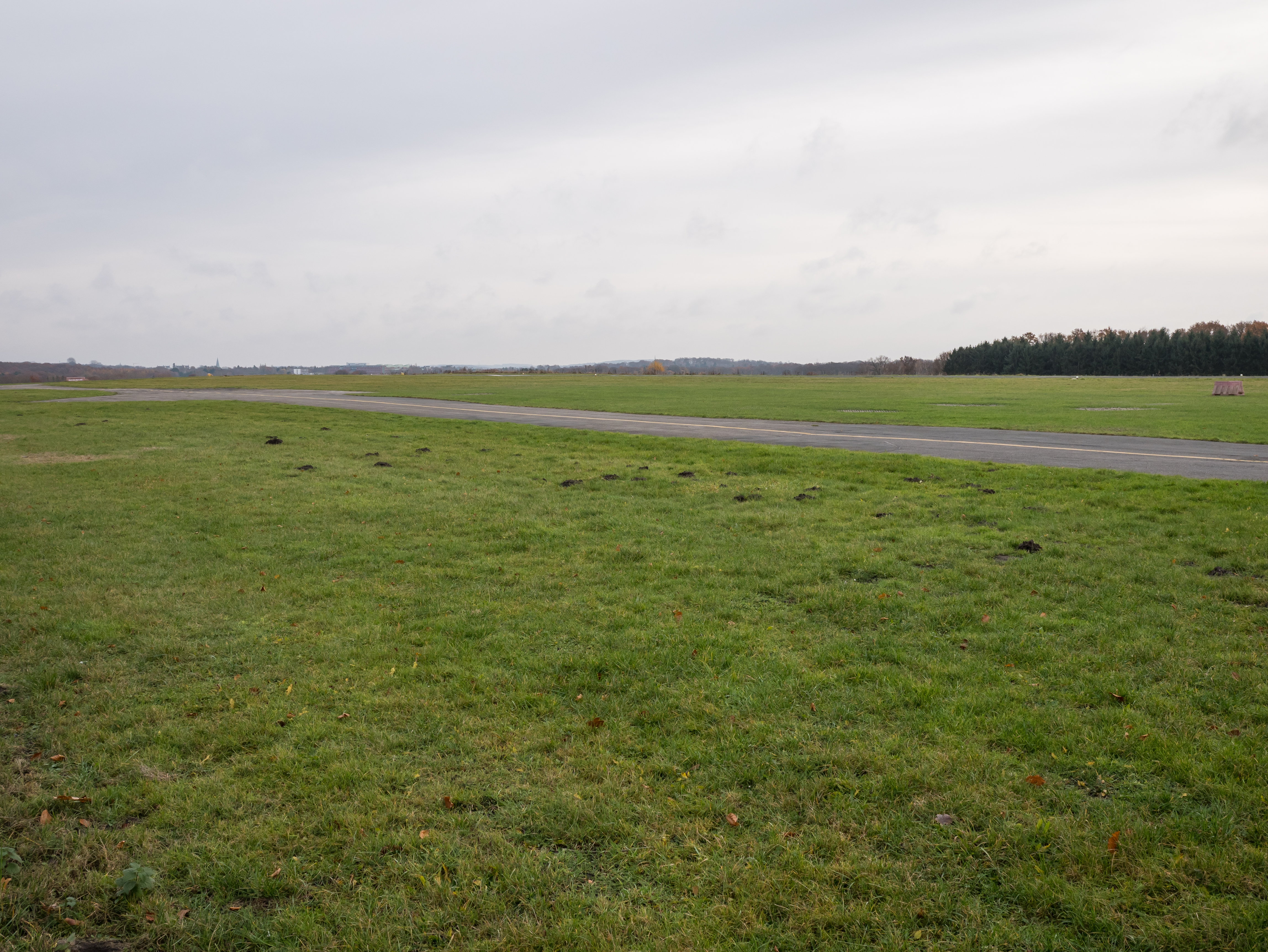
Rollfeld
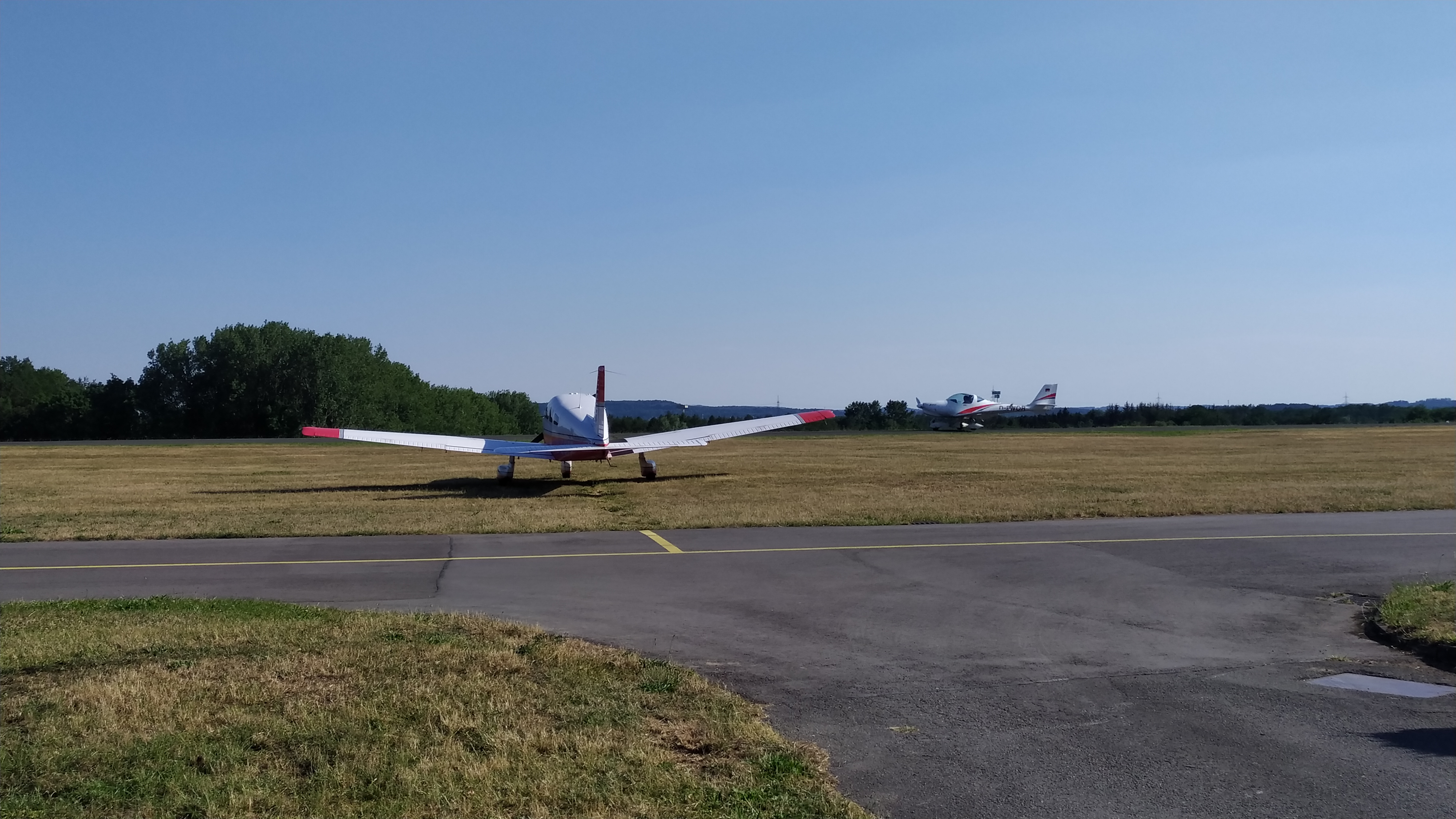
Flugplatz Osnabrück-Atterheide mit zwei Kleinflugzeugen